# Zamek w Rabsztynie

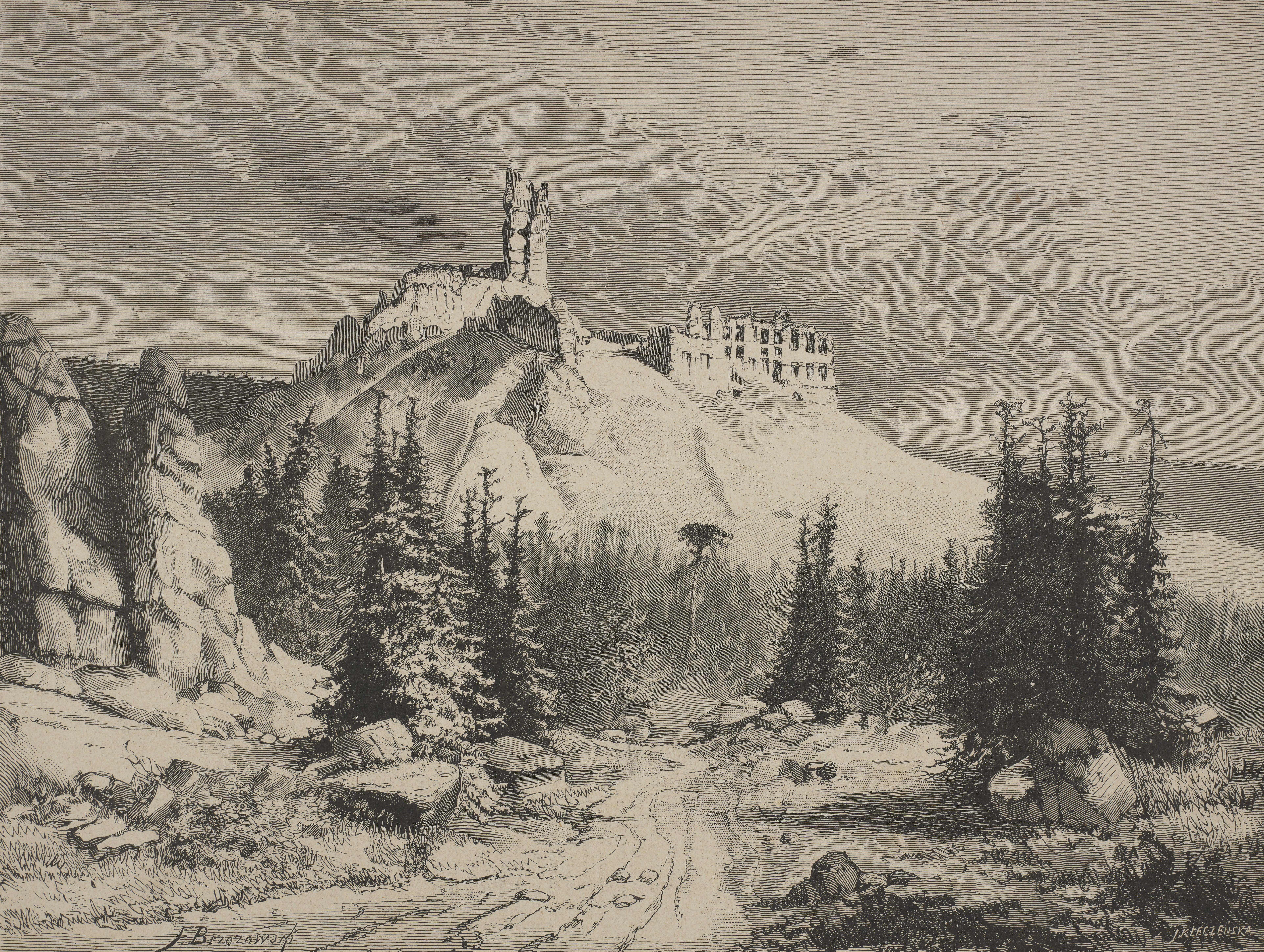
Zwaliska zamku w Rabsztynie,
drzeworyt Józefy Kleczeńskiej na podstawie rysunku Feliksa Brzozowskiego, 1879

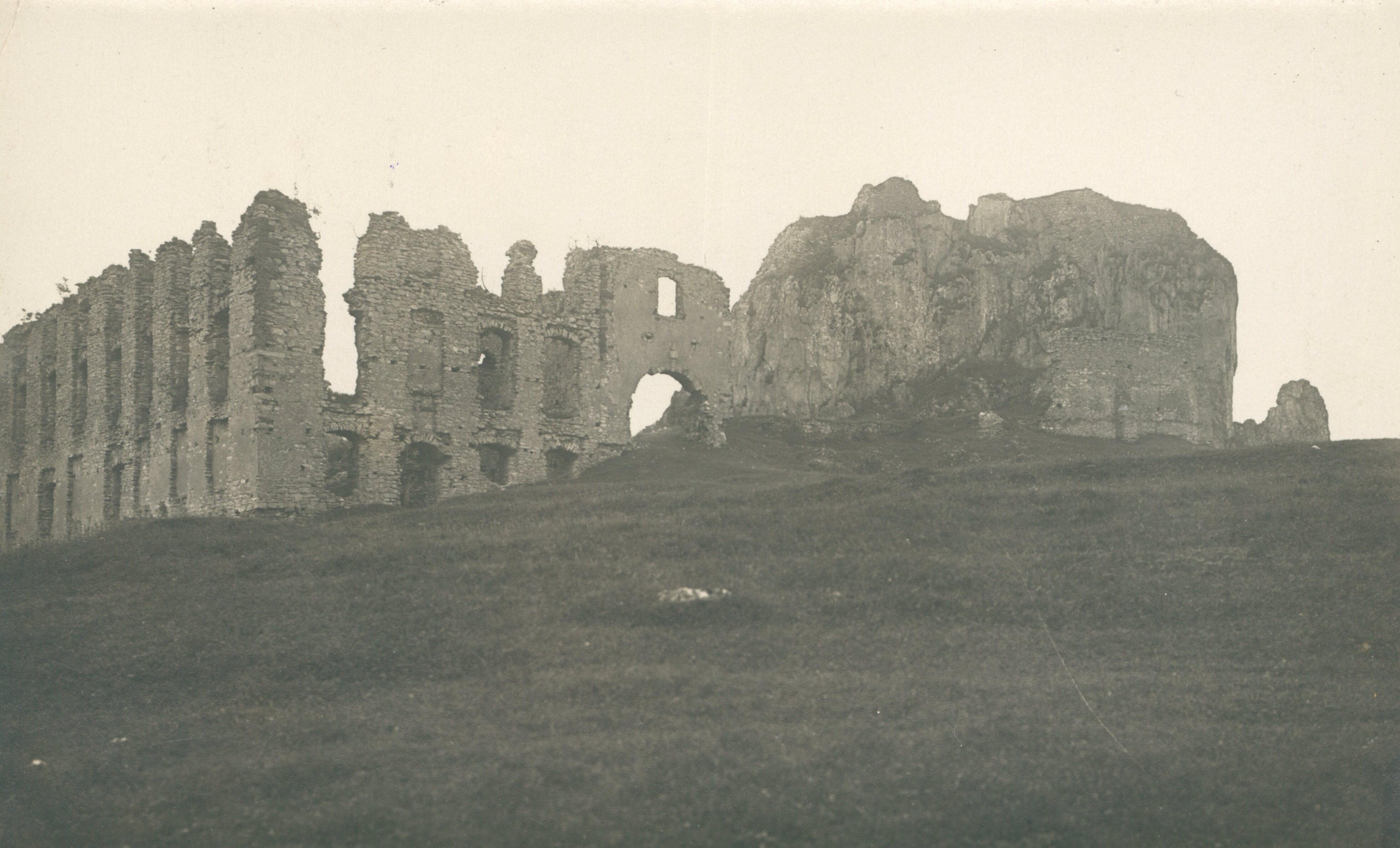
Ruiny zamku przed 1932

Zamek w Rabsztynie – ruiny zamku wybudowanego na Wzgórzu Rabsztyńskim (427,5 m) na Wyżynie Krakowsko-Częstochowskiej, we wsi Rabsztyn w województwie małopolskim, w powiecie olkuskim. Wchodził w skład tzw. Orlich Gniazd.

## Nazwa
Etymologia nazwy pochodzi z niem. „Rabenstein”, co w tłumaczeniu na język polski oznacza kruczą skałę. Wiąże się to zapewne ze znaczną obecnością kruków w tymże miejscu, w początkach zakładania warowni. Natomiast niemiecko brzmiącą nazwę można utożsamiać z prawdopodobnym założycielem zamku. Są trzy hipotezy co do tego – pierwsza mówi o biskupie krakowskim Janie Muskacie, druga o królu czeskim i polskim Wacławie II, a trzecia (najbardziej „polska”) o rodzie Toporczyków z Morawicy.
Zamek Rabsztyn leży na Szlaku Orlich Gniazd. Nazwa szlaku, a tym samym zamków, grodów i strażnic na nim leżących, pochodzi od skojarzenia z gniazdami orłów, które to budują swoje „domy” na wysokich, niedostępnych skałach. Zamki Jurajskie, tak jak wspomniane gniazda orłów, budowane były również na trudno dostępnych, wapiennych ostańcach skalnych.

## Historia
Trudno określić początku zamku, gdyż pierwsze, pisemne potwierdzenia jego bytności pochodzą z 1396 roku i dotyczą kapelana zamkowej kaplicy Grzegorza i Iwa – burgrabiego rabsztyńskiego. Dzięki badaniom archeologicznym wiemy, że pierwsze, drewniane budynki warowni, znajdowały się na wapiennej skale już w 2 poł. XIII w. Zamek pełnił funkcję strażnicy granicznej z Czechami, chronił szlak handlowy z Krakowa do Wrocławia oraz był siedzibą starostów. Murowany obiekt w postaci tzw. „kamienicy” i wieży wybudowany został przypuszczalnie za panowania Kazimierza Wielkiego, jednak istnieją hipotezy, że zamek mógł powstać wcześniej. Pierwsze informacje o zamku pochodzą z lat 90. XIV wieku, gdy Władysław Jagiełło oddał królewski zamek w zastaw Spytkowi II z Melsztyna herbu Leliwa. Po jego śmierci w roku 1399 zamek w bitwie nad Worsklą, zamek wraz z przyległymi wsiami, objęła wdowa po nim, Elżbieta Melsztyńska. W rękach Leliwitów zwanych też Melsztyńskimi zamek pozostał do poł. XV  wieku. W wyniku podziału majątku po Elżbiecie, zamek objął jej syn Jan Melsztyński. W tym czasie, w 1412 roku na prośbę wojewody krakowskiego Jana z Tarnowa przebudowano zamkową wieżę i studnię za kwotę 52,5 grzywny. Jan Melsztyński zmarł w 1431 roku i na mocy wyroku królewskiego zamek objął kolejny syn Elżbiety Spytek III Melsztyński, a nie córka Jana Melsztyńskiego Jadwiga z Książa. Spytek zawiązał konfederację polskich husytów przeciw biskupowi krakowskiemu Zbigniewowi Oleśnickiemu. Po napadzie na obradującą w Nowym Korczynie radę królewską, został pokonany w bitwie pod Grotnikami, gdzie sam w 1439 roku poległ. Jego majątek wraz z zamkiem został skonfiskowany na rzecz władcy i zajęty przez wojska królewskie. Dzięki wstawiennictwu rycerstwa król Władysław Warneńczyk zwrócił zamek wdowie po Spytku – Beatrycze z Szamotuł, lecz już w formie starostwa (tenuty). W wyniku ugody sądowej z 1441 roku zamek przeszedł w ręce jej wnuczki Jadwigi (córki Jana Melsztyńskiego), zwanej Jadwigą z Książa (Jadwiga Księska. Jadwiga w 1441 roku poślubiła Andrzeja Tęczyńskiego i w ten sposób zamek przeszedł w ręce rodu Tęczyńskich (noszących później nazwisko Rabsztyńscy), którzy w 1443 r. na polecenie króla go wzmocnili, m.in. przypuszczalnie Andrzej Tęczyński nadbudował kamienną wieżę o część ceglaną. Andrzej Tęczyński miał wejść w konflikt z mieszczanami krakowskimi, za pobicie płatnerza, który miał źle wykonać zamówioną przez Tęczyńskiego zbroję. Za udział w zabójstwie Andrzeja Tęczyńskiego sześciu rajców krakowskich zostało straconych, a trzech przebywało w lochu zamku rabsztyńskiego do czasu, aż Kraków wypłaci zadośćuczynienie za Andrzeja. W rękach Tęczyńskich zamek wraz z przyległymi dobrami pozostawał do roku 1509, kiedy zmarł Andrzej Rabsztyński z Tęczyna, kanonik krakowski i starosta płocki i wraz z nim wymarła cała linia Rabsztyńskich.
W 1511 za sumę 4 tys. florenów zamek przejął podskarbi wielki koronny Andrzej z Kościelca. Po jego śmierci w 1515 roku, zamek otrzymał w dzierżawę pochodzący z Alzacji krakowski bankier Jan Boner i w ten sposób majątek znalazł się w rękach Bonerów, którzy przez cztery pokolenia sprawowali urząd starostów rabsztyńskich. Około 1523 roku zamek objął jego bratanek Seweryn Boner, posiadający już Ojców, a wkrótce także Ogrodzieniec. Po jego śmierci w 1549 roku zamek objął jeden z jego synów, także Seweryn. W 1573 r. Seweryn Boner młodszy gościł na zamku króla Henryka Walezego. W 1587–88 podczas kampanii antyhabsburskiej dowódcą załogi był Gabriel (Hawryło) Hołubek, rotmistrz kozacki w służbie polskiej. Obronił on zamek przed atakiem rodziny Zborowskich (sprzymierzonych z Habsburgami), a następnie, z pomocą olkuskich górników, rozbił oddział wojskowy, idący w pomoc Maksymilianowi III Habsburgowi, oblegającemu Kraków.
Po bezpotomnej śmierci Seweryna Bonera młodszego w 1592 roku, zamek stał przeszedł w ręce rodu Firlejów i ich spadkobierców. Dużą inwestycję budowlaną rozpoczął po 1599 roku dyplomata i starosta rabsztyński Mikołaj Wolski, który na miejscu zamku dolnego rozpoczął budowę późnorenesansowego pałacu. Przypuszcza się, że po jego śmierci w 1630 roku budowę mógł kontynuować Zygmunt Gonzaga Myszkowski. Powstał wówczas dwuskrzydłowy budynek o trzech kondygnacjach, w którym było około 40 pomieszczeń. W czasie potopu wycofujące się w 1657 roku wojska szwedzkie spaliły zamek, co poświadcza lustracja z 1660 roku. Zamek próbowano odbudować, ale zamierzenia tego nie przeprowadzono do końca. Częściowo był jeszcze używany do początków XVIII w., potem został opuszczony, a właściciele Rabsztyna przenieśli się do wybudowanego w XVIII w. dworku i folwarku, zlokalizowanego przy południowej stronie wzgórza zamkowego. Do początku XX wieku istniała jeszcze wieża główna, będąca najstarszą częścią zamku.
Na zamku odbywają się coroczne turnieje rycerskie i Juromania. Turystów i odwiedzających przyciąga również częściowa rekonstrukcja założenia, która staraniem Stowarzyszenia Zamek Rabsztyn i Urzędu Miasta i Gminy Olkusz (właściciela obiektu) została zrealizowana do roku 2021. Obecnie trwają prace adaptacyjne części pomieszczeń zamkowych.
Ruiny zamku w Rabsztynie pojawiły się w filmie w reż. Giacomo Battiato Karol. Człowiek, który został papieżem.

## Architektura[3]
Zamek Rabsztyn składa się z trzech części – zamku górnego, średniego i dolnego. Całość założenia utrzymana była początkowo w stylu gotyckim, a następnie renesansowym.
Zamek górny tworzy budynek mieszkalny (tzw. „kamienica”) oraz prostokątna w dolnej części i półkolista w górnej części wieża główna, która w połowie XV w. została nadbudowana cegłą w formie ośmiobocznej.
Zamek średni to dwa budynki mieszkalno-gospodarcze, narożna wieża strażnicza oraz mur z bramą wjazdową i dziedziniec. To w tej części warowni mieściła się głęboka studnia, sięgająca dawniej aż po poziom wsi Rabsztyn.
Zamek dolny początkowo obejmował wieżę bramną z mostem (dawniej zwodzonym), mur kurtynowy i kasztel. Na przełomie XVI i XVII w. wybudowano okazały pałac, burząc część murów. Przed zamkiem, od strony północnej, znajduje się sucha fosa i most. Dawniej nad fosą górowały również wały artyleryjskie.

## Galeria

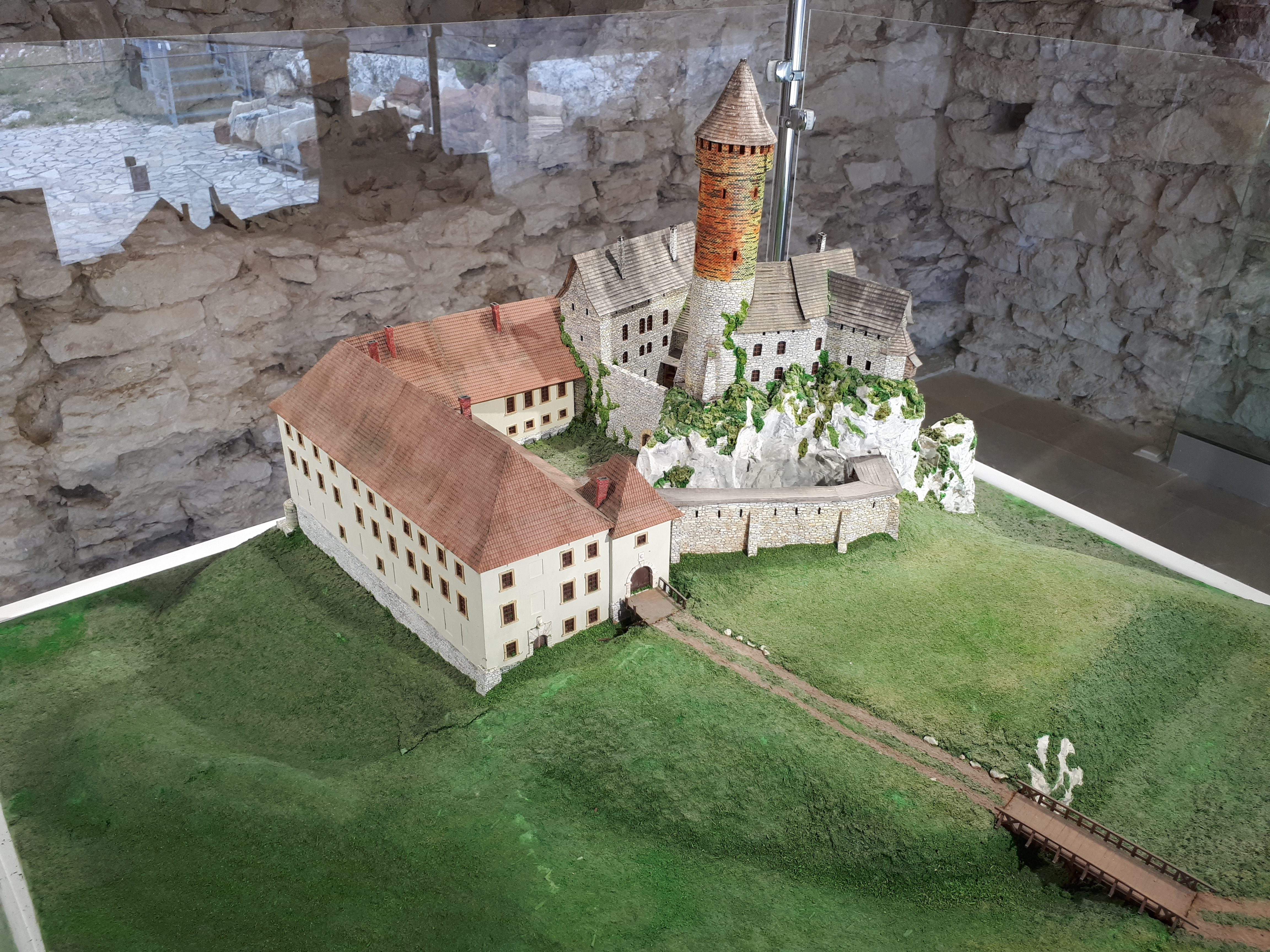
Makieta zamku
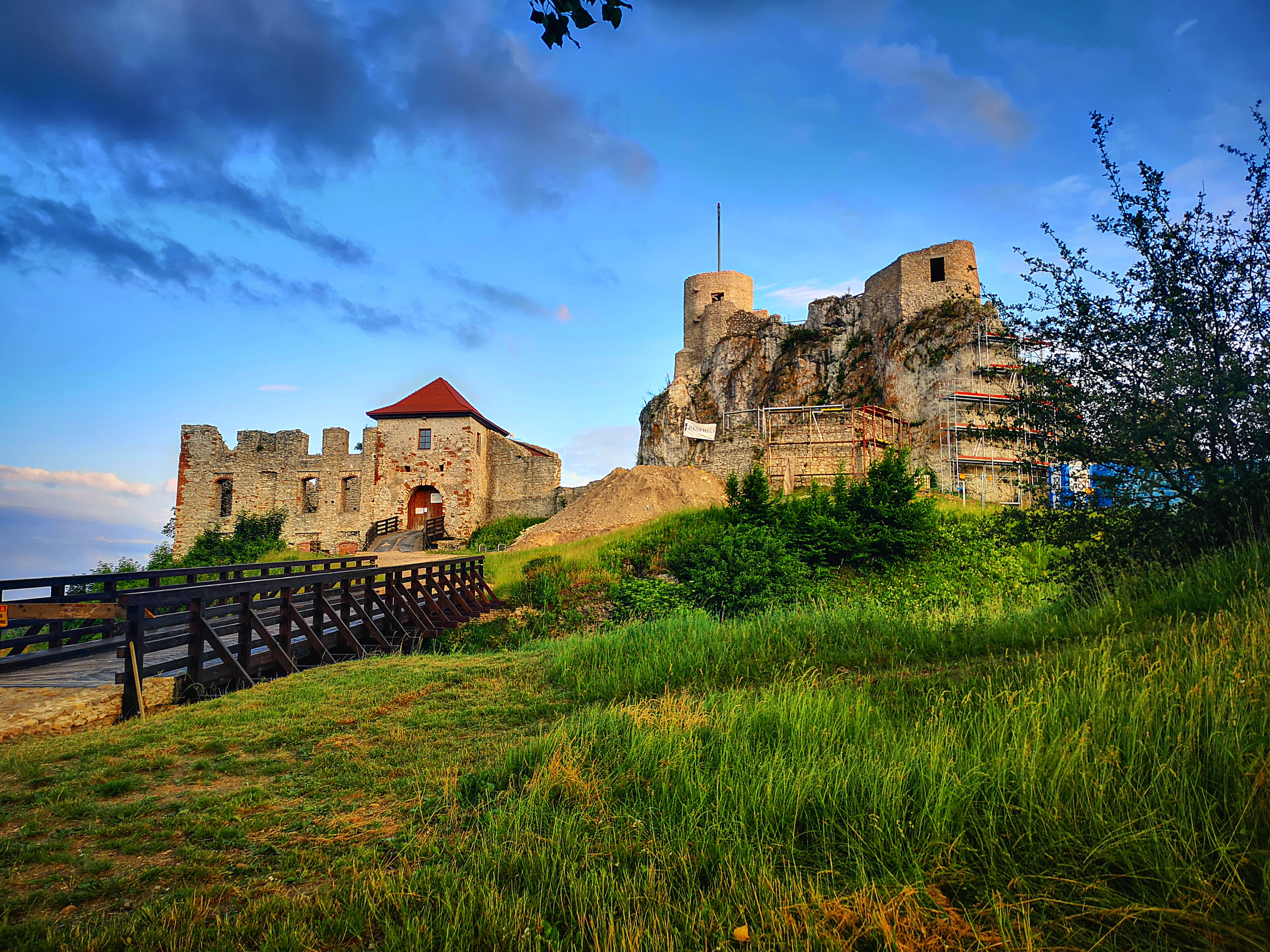
Most nad fosą zamku oraz brama wjazdowa po rekonstrukcji
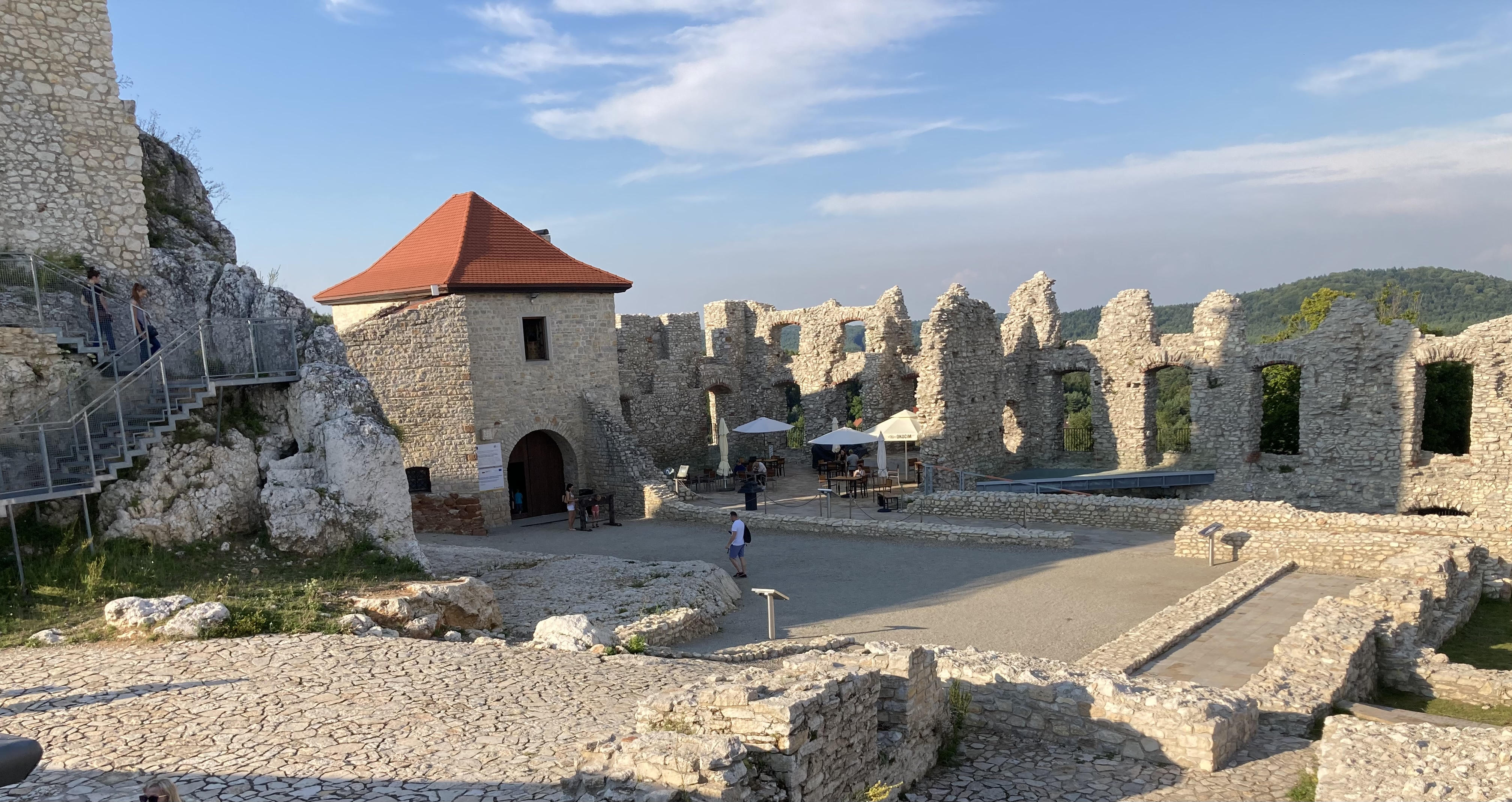
Dziedziniec po rekonstrukcji
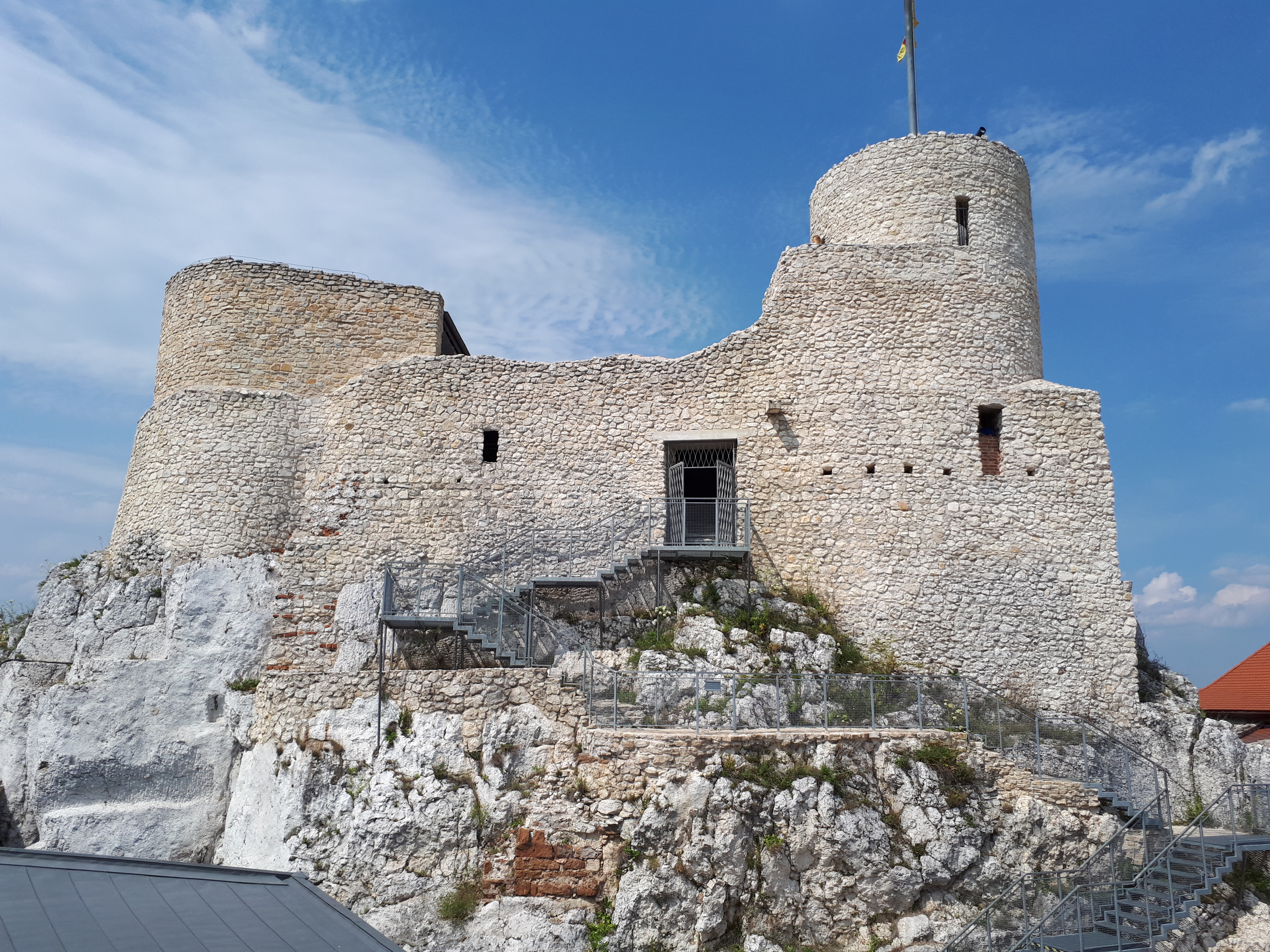
Ruiny zamku górnego po rekonstrukcji
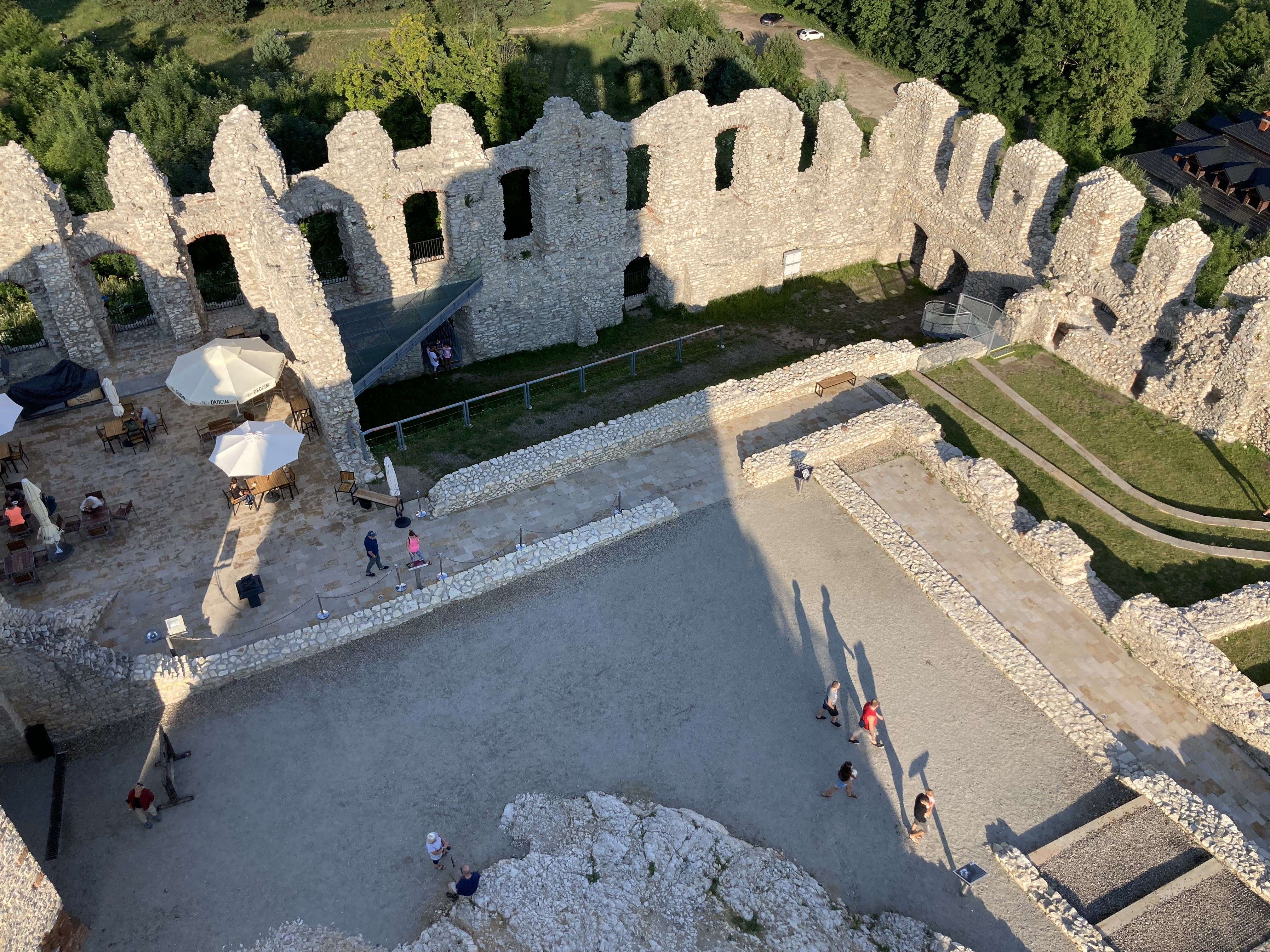
Dziedziniec po rekonstrukcji - widok z wieży
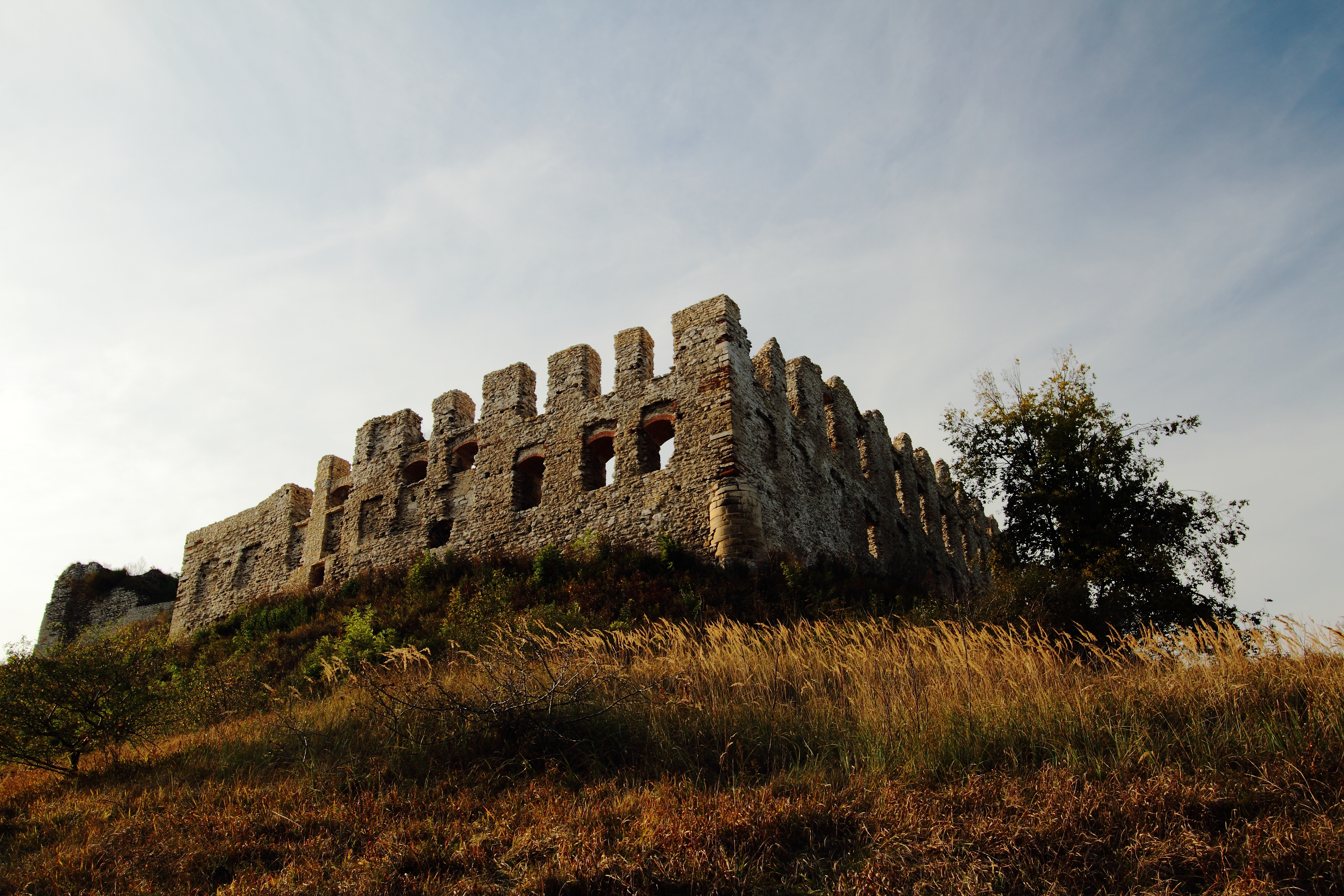
Ruiny pałacu zamkowego
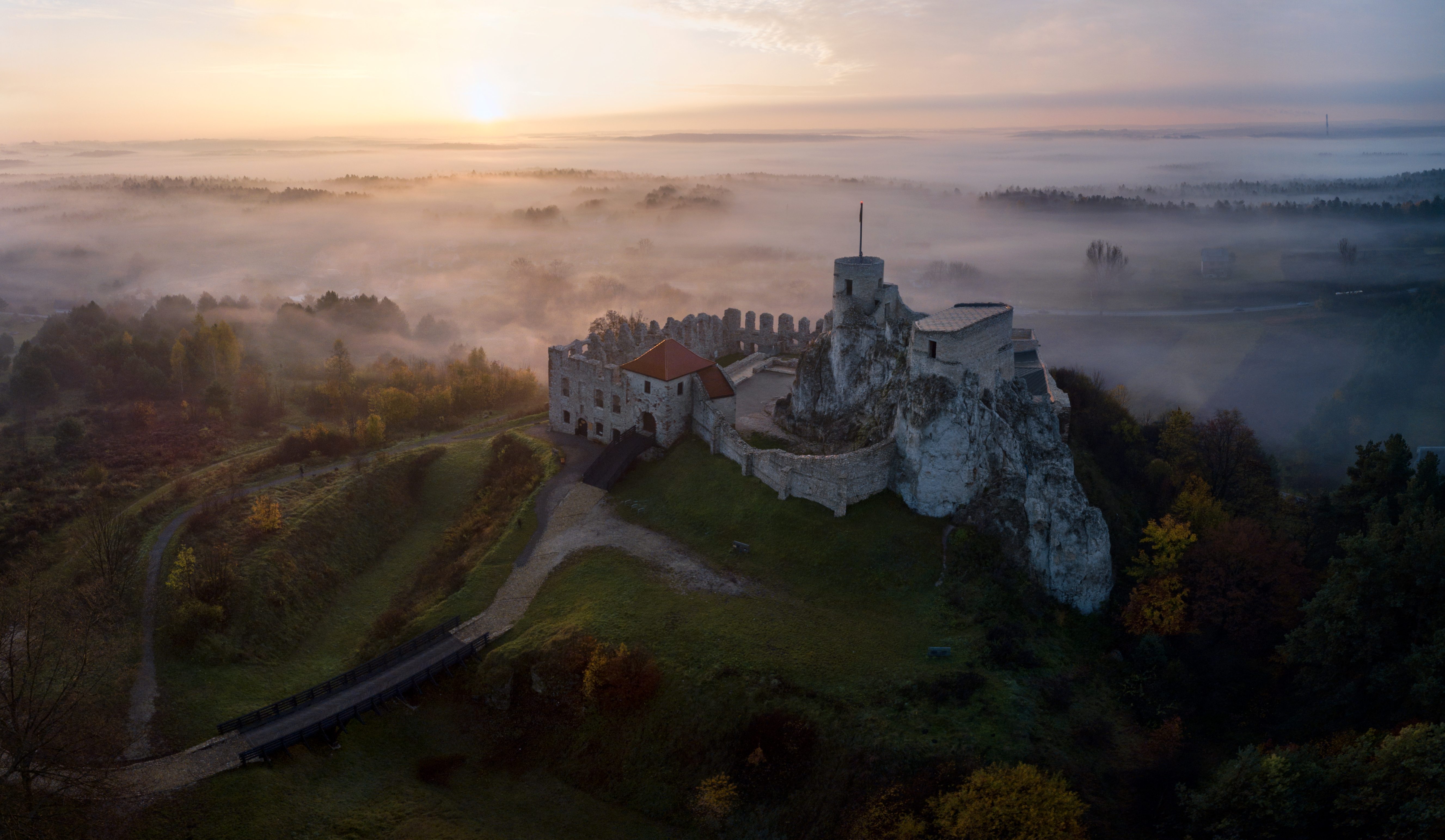
Wschód słońca nad zamkiem